# Volkswagen Jetta V
Para una vista general de todas las generaciones. Véase Volkswagen Jetta

## Quinta generación (2005 - 2011)
El Volkswagen Jetta MKV se fabricó en la planta que Volkswagen posee en Puebla (México), dicho modelo comparte plataforma (PQ35) con otros modelos del grupo VAG (Audi A3, Audi TT, Audi Q3, Volkswagen Golf, Volkswagen Tiguan, Seat León, Škoda Octavia, etc.).
Presenta suspensiones independientes en ambos ejes siendo Tipo McPherson en el caso de la delantera y paralelogramo deformable en la trasera. Equipa frenos de disco en las cuatro ruedas. Todas las versiones tienen el motor en situación delantera transversal y poseen tracción delantera. Como caja de cambios, puede equipar versiones manuales de 5 y 6 velocidades, y automáticas de doble embrague (DSG) de 6 y 7 velocidades.

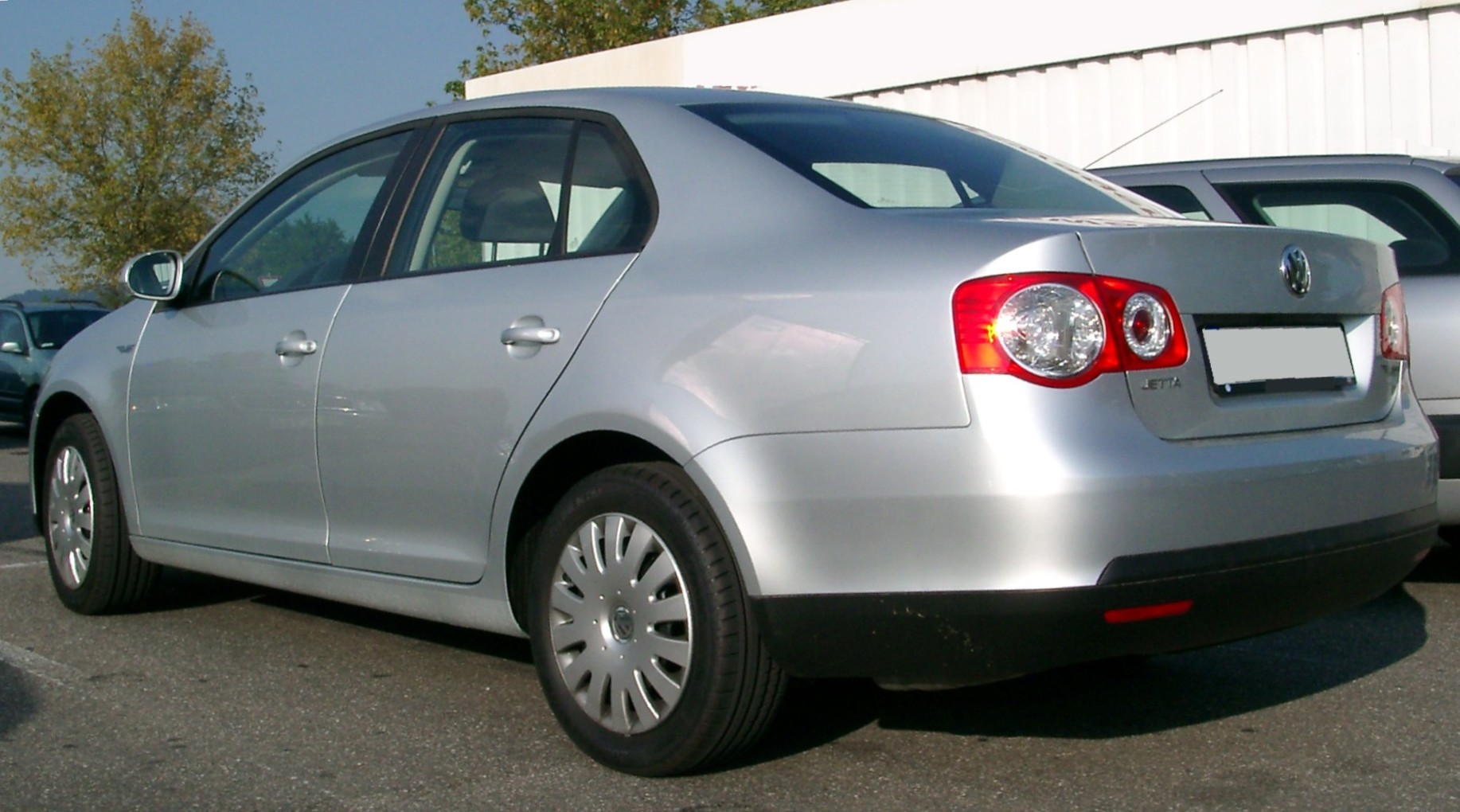
Jetta Trendline (Alemania).

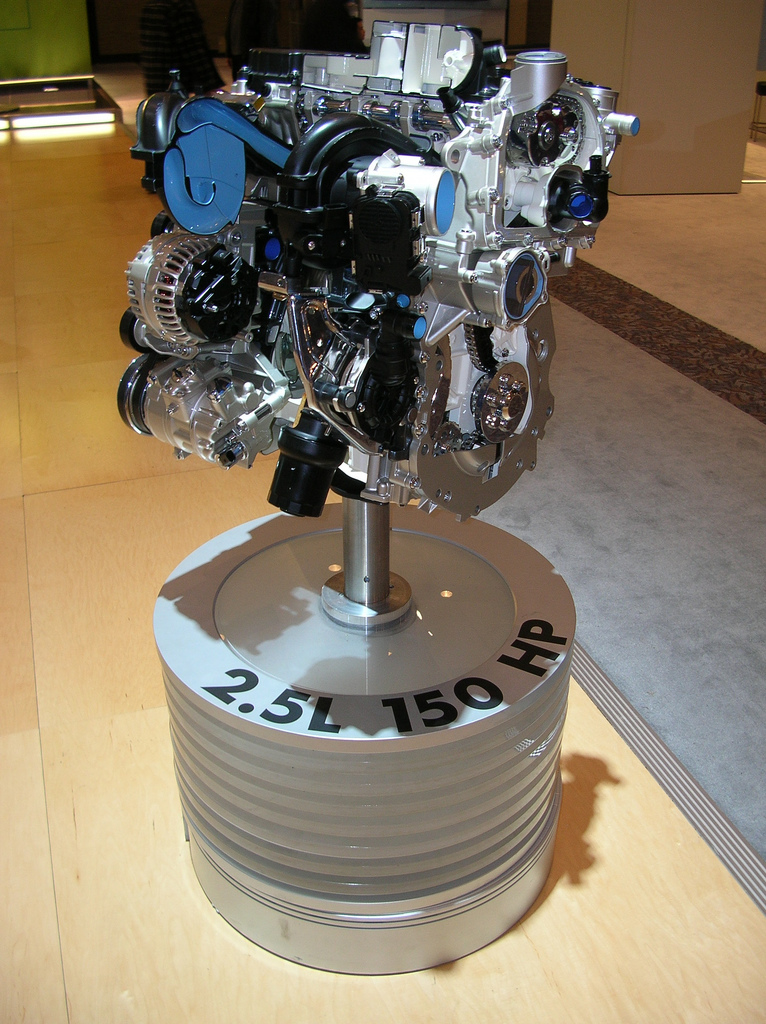
Motor estándar de 5 cil. en línea 2.5 Litros y 150 Hp. VW

En Europa, el Jetta dispone de un motor de gasolina de cuatro cilindros, inyección directa y 1.4 L de cilindrada que desarrolla 122 CV en la versión equipada con turbocompresor, y 140 o 170 CV en las versiones que montan conjuntamente un compresor volumétrico con un turbocompresor. A mediados de 2008 ambos motores de 140 y 170 CV fueron sustituidos por una nueva versión del mismo con 160 CV. Dichas versiones destacan por su excelente rendimiento. Además, en algunos mercados se puede adquirir con un motor de 2 litros con 200 CV también con inyección directa y turbocompresor. Como alternativas a la gasolina se encuentran tres motorizaciones diésel de cuatro cilindros con 1.9 y 105 CV, y 2.0 L y 140 o 170 CV. A lo largo de 2008, las versiones diésel de 2 L de cilindrada serán sustituidas por unas evoluciones de las mismas, alimentadas a través de conducto común (common rail) que desarrollarán la misma potencia que las actuales.
De venta sólo en algunos países de América, Taiwán y Japón (donde es llamado Jetta GT Sport), existe una versión denominada Jetta GLI con un motor de gasolina de cuatro cilindros con turbocompresor, inyección directa y 200 CV de potencia máxima que incluye el mismo aspecto exterior, suspensión y asientos del Golf GTI. En América existe también un motor de gasolina con cinco cilindros de 2.5 L de cilindrada con potencia de 170 CV.
En China se comercializa con un motor de 1.8 L, inyección directa y turbocompresor con 160 CV.
En otros mercados, como en Argentina, Chile y Uruguay, a este modelo se le denomina Vento, en México, Centroamérica, Colombia, y Ecuador, Bora y en China, Sagitar. En Perú se le denomina Jetta. En Bolivia igual que en Europa la generación actual se llama "Jetta" y la generación IV se llama "Bora".
Su producción se continúa en la actualidad en China, mientras que en México sólo continúa la producción y comercialización de la versión blindada "Bora Protect".

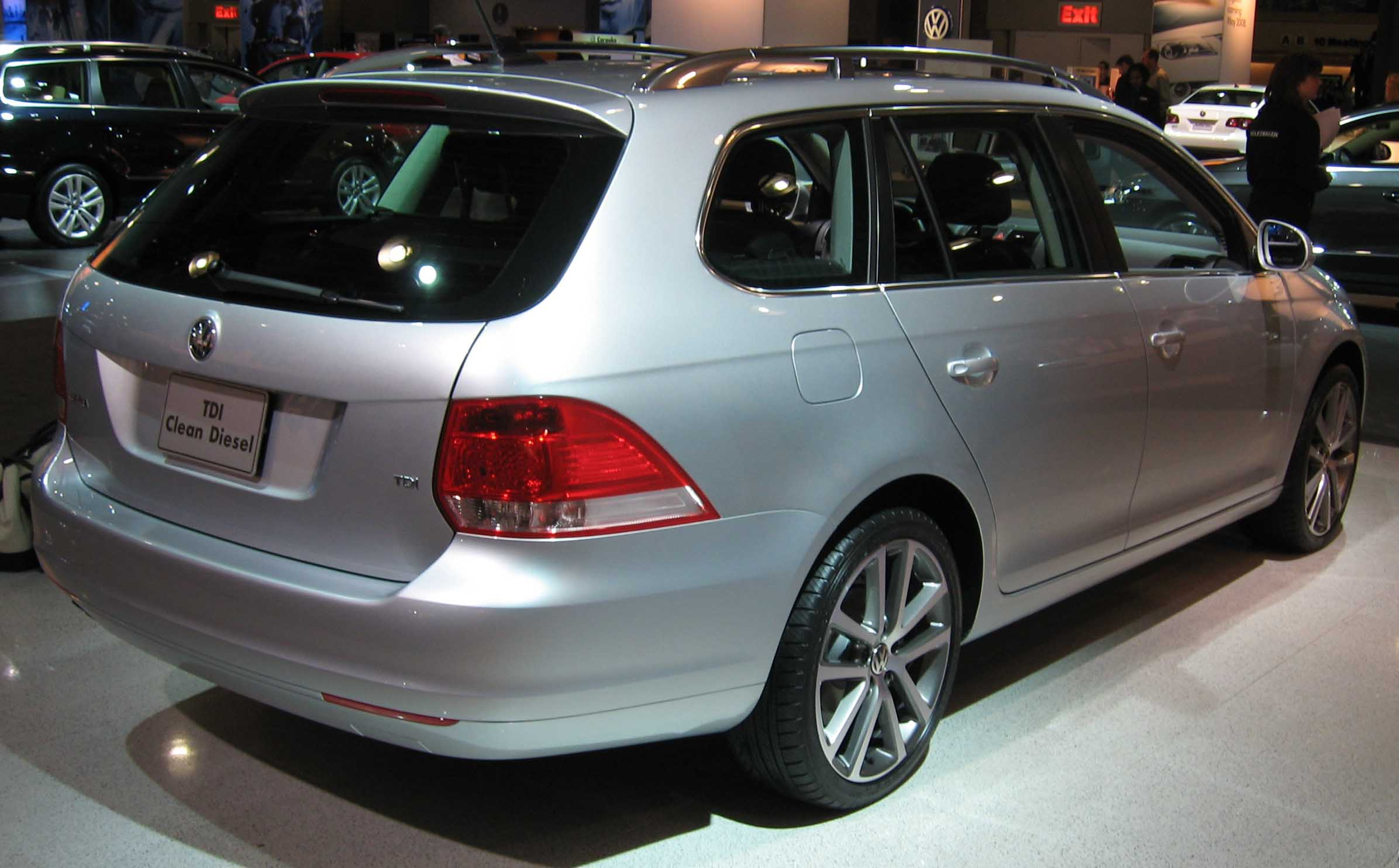
Jetta SportWagen 2008 (U.S.A.).

En la primavera de 2008 se presenta la variante familiar de este modelo en varios mercados americanos, misma que recibe diferentes nombres según el mercado. Jetta SportWagen en Estados Unidos y Canadá, Bora SportWagen en México, Jetta Variant en Brasil y Vento Variant en Argentina. Sus mecánicas son las mismas que la versión berlina.
Esta variante se conoce en otros mercados como Golf Variant, y se fabrica en exclusiva mundial en la planta de Puebla, México.

### Motorizaciones
| Periodo                        | 2007-2010                                         | 2005-2008                                         | 2008-2010                                         | 2005-2008                                         | 2005-2010                 | 2005-2007                 | 2006-2010                         | 2006-2010                 | 2005-2008                                         | 2005-2010                                         | 2005-2010                                         | 2005-2010                                         |           |           |           |
| Identificación del motor       | CAXA                                              | BMY                                               | CAVD                                              | BLG                                               | BSE/BSF                   | BLF                       | BJX                               | AZL/BBX                   | BLR/BVY                                           | BWA/CAWB                                          | BGP                                               | BPR/BPS                                           |           |           |           |
| Tipo de motor                  | L4 16v, inyección directa, turbo                  | L4 16v, inyección directa, turbo, compresor       | L4 16v, inyección directa, turbo, compresor       | L4 16v, inyección directa, turbo, compresor       | L4 8v Inyección indirecta | L4 16v, inyección directa | L4 20v, turbo inyección indirecta | L4 8v inyección indirecta | L4 16v, inyección directa                         | L4 16v, inyección directa, turbo                  | L5 20v inyección Indirecta                        | L5 20v inyección Indirecta                        |           |           |           |
| Diámetro x carrera             | 76.5 mm x 75.6 mm                                 | 76.5 mm x 75.6 mm                                 | 76.5 mm x 75.6 mm                                 | 76.5 mm x 75.6 mm                                 | 81.0 mm x 77.4 mm         | 76.5 mm x 86.9 mm         | 81.0 mm x 86.4 mm                 | 82.5 mm x 92.8 mm         | 82.5 mm x 92.8 mm                                 | 82.5 mm x 92.8 mm                                 | 82.5 mm x 92.8 mm                                 | 82.5 mm x 92.8 mm                                 |           |           |           |
| Cilindrada                     | 1390 cm³                                          | 1390 cm³                                          | 1390 cm³                                          | 1390 cm³                                          | 1595 cm³                  | 1598 cm³                  | 1781 cm³                          | 1984 cm³                  | 1984 cm³                                          | 1984 cm³                                          | 2480 cm³                                          | 2480 cm³                                          |           |           |           |
| Relación de compresión         | 10.0: 1                                           | 10.0: 1                                           | 10.0: 1                                           | 10.0: 1                                           | 10.5: 1                   | 12.0: 1                   | 9.3: 1                            | 10.3: 1                   | 11.5: 1                                           | 9.8: 1                                            | 10.0: 1                                           | 10.5: 1                                           |           |           |           |
| Potencia máxima: CV (kW) @ rpm | 122 CV (90 kW) @ 5000                             | 140 CV (103 kW) @ 5600                            | 160 CV (118 kW) @ 5800                            | 170 CV (125 kW) @ 6000                            | 102 CV (75 kW) @ 5600     | 116 CV (85 kW) @ 6000     | 150 CV (110 kW) @ 5800            | 116 CV (85 kW) @ 5200     | 150 CV (110 kW) @ 6000                            | 200 CV (147 kW) @ 5100-6000                       | 150 CV (110 kW) @ 5000                            | 170 CV (125 kW) @ 5700                            |           |           |           |
| Par máximo: Nm @ rpm           | 200 Nm @ 1500-4000                                | 220 Nm @ 1750-4000                                | 240 Nm @ 1500-4500                                | 240 Nm @ 1750-4000                                | 148 Nm @ 3800             | 155 Nm @ 4000             | 220 Nm @ 2000                     | 175 Nm @ 3200             | 200 Nm @ 3500                                     | 280 Nm @ 1700-5000                                | 228 Nm @ 3750                                     | 240 Nm @ 4250                                     |           |           |           |
| Tracción                       | Delantera                                         | Delantera                                         | Delantera                                         | Delantera                                         | Delantera                 | Delantera                 | Delantera                         | Delantera                 | Delantera                                         | Delantera                                         | Delantera                                         | Delantera                                         | Delantera | Delantera | Delantera |
| Transmisión                    | Manual, 6 velocidades / Automática, 7 velocidades | Manual, 6 velocidades / Automática, 6 velocidades | Manual, 6 velocidades / Automática, 7 velocidades | Manual, 6 velocidades / Automática, 6 velocidades | Manual, 5 velocidades     | Manual, 6 velocidades     | Manual, 6 velocidades             | Manual, 5 velocidades     | Manual, 6 velocidades / Automática, 6 velocidades | Manual, 6 velocidades / Automática, 6 velocidades | Manual, 5 velocidades / Automática, 6 velocidades | Manual, 5 velocidades / Automática, 6 velocidades |           |           |           |
| Peso                           | 1308 kg                                           | 1338 kg                                           | 1434 kg                                           | 1345 kg                                           | 1268 kg                   | 1271 kg                   | -                                 | -                         | -                                                 | -                                                 | -                                                 | -                                                 |           |           |           |
| Aceleración (0-100 km/h)       | 9.8 s                                             | 9.3 s                                             | 8.5 s                                             | 8.3 s                                             | 12.2 s                    | 11.1 s                    | 9.1 s                             | 10.5 s                    | 9.2 s                                             | 7.5 s                                             | 8.6 s                                             | 8.2 s                                             |           |           |           |
| Velocidad máxima               | 199 km/h                                          | 207 km/h                                          | 220 km/h                                          | 222 km/h                                          | 186 km/h                  | 194 km/h                  | 212 km/h                          | 195 km/h                  | 211 km/h                                          | 235 km/h                                          | 210 km/h                                          | 205 km/h                                          |           |           |           |
| Consumo combinado (L/100 Km)   | 6.4                                               | 7.1                                               | 6.6                                               | 7.3                                               | 7.4                       | 6.9                       | 8.6                               | 10.0                      | 9.2                                               | 10.3                                              | 11.0                                              | 11.0                                              |           |           |           |

| Periodo                        | 2009-2010                                                                  | 2005-2009                                                                    | 2006-2008                                                                    | 2005-2008                                                                     | 2006-2008                                                                     | 2008-2010                                                                  | 2008                                                                       |           |           |           |           |           |           |           |           |           |           |           |           |           |
| Identificación del motor       | CAYC                                                                       | BKC/BXE/BLS                                                                  | BMM                                                                          | BKD                                                                           | BMN                                                                           | CBDB                                                                       | CBBB                                                                       |           |           |           |           |           |           |           |           |           |           |           |           |           |
| Tipo de motor                  | L4 16v, inyección directa, common-rail, turbo, DPF (Filtro antipartículas) | L4 8v, inyección directa, inyector-bomba, turbo, DPF (Filtro antipartículas) | L4 8v, inyección directa, inyector-bomba, turbo, DPF (Filtro antipartículas) | L4 16v, inyección directa, inyector-bomba, turbo, DPF (Filtro antipartículas) | L4 16v, inyección directa, inyector-bomba, turbo, DPF (Filtro antipartículas) | L4 16v, inyección directa, common-rail, turbo, DPF (Filtro antipartículas) | L4 16v, inyección directa, common-rail, turbo, DPF (Filtro antipartículas) |           |           |           |           |           |           |           |           |           |           |           |           |           |
| Diámetro x carrera             | 79.5 mm x 80.5 mm                                                          | 79.5 mm x 95.5 mm                                                            | 81.0 mm x 95.5 mm                                                            | 81.0 mm x 95.5 mm                                                             | 81.0 mm x 95.5 mm                                                             | 81.0 mm x 95.5 mm                                                          | 81.0 mm x 95.5 mm                                                          |           |           |           |           |           |           |           |           |           |           |           |           |           |
| Cilindrada                     | 1598 cm³                                                                   | 1896 cm³                                                                     | 1968 cm³                                                                     | 1968 cm³                                                                      | 1968 cm³                                                                      | 1968 cm³                                                                   | 1968 cm³                                                                   |           |           |           |           |           |           |           |           |           |           |           |           |           |
| Relación de compresión         | 16.5: 1                                                                    | 19.0: 1                                                                      | 18.5: 1                                                                      | 18.5: 1                                                                       | 18.5: 1                                                                       | 16.5: 1                                                                    | 16.5: 1                                                                    |           |           |           |           |           |           |           |           |           |           |           |           |           |
| Potencia máxima: CV (kW) @ rpm | 105 CV (77 kW) @ 4400                                                      | 105 CV (77 kW) @ 4000                                                        | 140 CV (103 kW) @ 4000                                                       | 140 CV (103 kW) @ 4000                                                        | 170 CV (125 kW) @ 4200                                                        | 140 CV (103 kW) @ 4200                                                     | 170 CV (125 kW) @ 4200                                                     |           |           |           |           |           |           |           |           |           |           |           |           |           |
| Par máximo: Nm @ rpm           | 250 Nm @ 1500-2500                                                         | 250 Nm @ 1900                                                                | 320 Nm @ 1750-2500                                                           | 320 Nm @ 1750-2500                                                            | 350 Nm @ 1750-2500                                                            | 320 Nm @ 1750-2500                                                         | 350 Nm @ 1750-2500                                                         |           |           |           |           |           |           |           |           |           |           |           |           |           |
| Tracción                       | Delantera                                                                  | Delantera                                                                    | Delantera                                                                    | Delantera                                                                     | Delantera                                                                     | Delantera                                                                  | Delantera                                                                  | Delantera | Delantera | Delantera | Delantera | Delantera | Delantera | Delantera | Delantera | Delantera | Delantera | Delantera | Delantera | Delantera |
| Transmisión                    | Manual, 5 velocidades / Automática, 7 velocidades                          | Manual, 5 velocidades / Automática, 6 velocidades                            | Manual, 6 velocidades / Automática, 6 velocidades                            | Manual, 6 velocidades / Automática, 6 velocidades                             | Manual, 6 velocidades                                                         | Manual, 6 velocidades / Automática, 6 velocidades                          | Manual, 6 velocidades                                                      |           |           |           |           |           |           |           |           |           |           |           |           |           |
| Peso                           | 1432 kg                                                                    | 1345 kg                                                                      | 1393 kg                                                                      | 1393 kg                                                                       | 1042 kg                                                                       | 1393 kg                                                                    | 1402 kg                                                                    |           |           |           |           |           |           |           |           |           |           |           |           |           |
| Aceleración 0–100 km/h         | 12.0 s                                                                     | 11.9 s                                                                       | 9.7 s                                                                        | 9.7 s                                                                         | 8.5 s                                                                         | 9.7 s                                                                      | 8.5 s                                                                      |           |           |           |           |           |           |           |           |           |           |           |           |           |
| Velocidad máxima               | 187 Km/h                                                                   | 189 Km/h                                                                     | 207 Km/h                                                                     | 207 Km/h                                                                      | 222 Km/h                                                                      | 207 Km/h                                                                   | 222 Km/h                                                                   |           |           |           |           |           |           |           |           |           |           |           |           |           |
| Consumo combinado (L/100 Km)   | 4.7                                                                        | 5.2                                                                          | 5.5                                                                          | 5.5                                                                           | 5.9                                                                           | 5.1                                                                        | 5.6                                                                        |           |           |           |           |           |           |           |           |           |           |           |           |           |

### Bora en México (2005-2010)

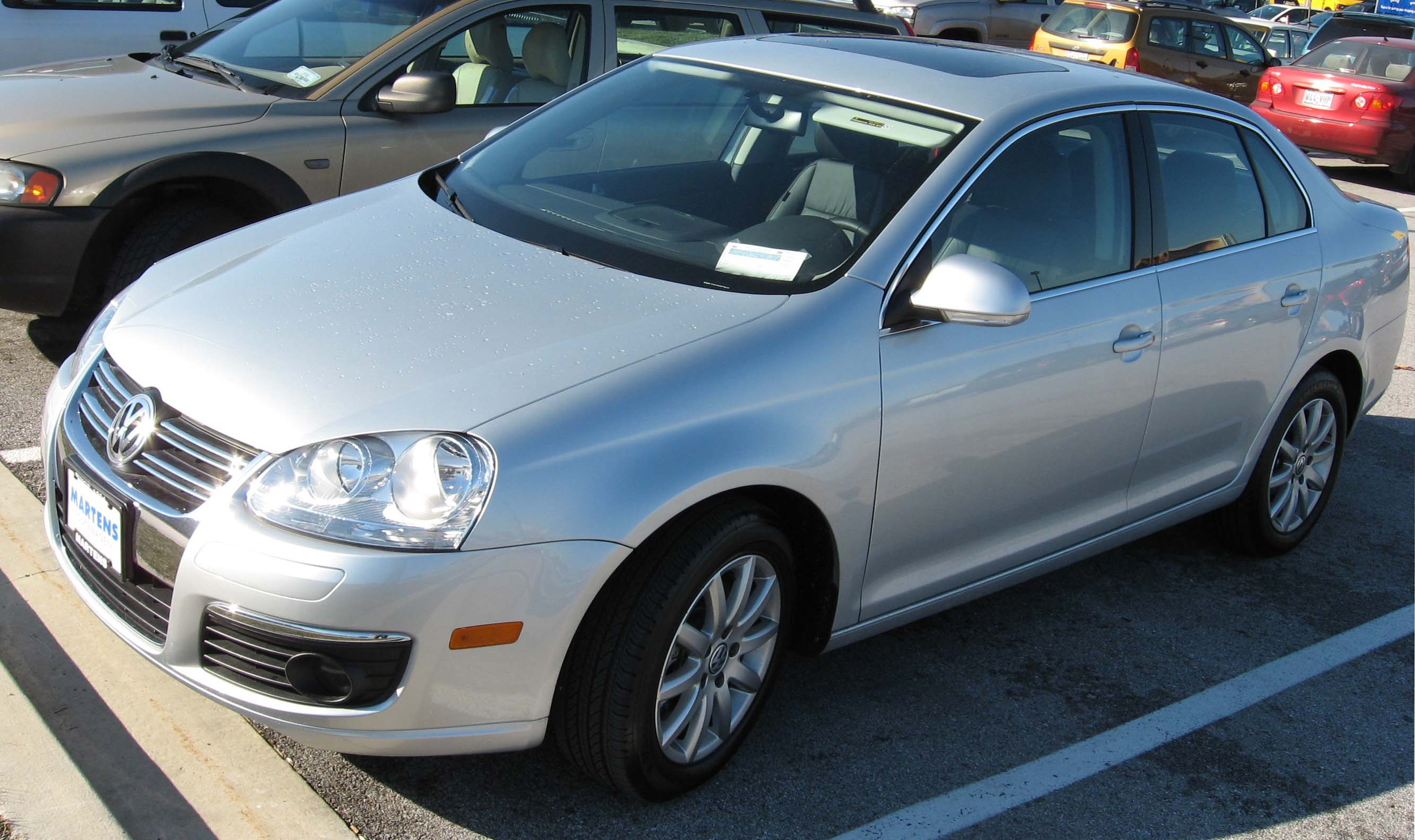
Bora Exclusive 2006 (México).

El Volkswagen Bora  (Jetta V) se presenta en México en septiembre de 2005 como modelo 2006 con una Versión importada de Alemania. Su comercialización arranca con 4 variantes de equipo: Bora Style (versión básica con equipo eléctrico, aire acondicionado, 5 cabeceras ajustables, ABS, bolsas de aire frontales, y Radio AM/FM Stereo CD, llantas P 195/65 R 15 con rin de acero y tapones completos), Bora Style Active (se añaden techo solar eléctrico, rines 15’ “Misano”, descansabrazos central delantero), Bora Prestige  (se añaden llantas 205/55 R 16, rines de aluminio “Atlanta”, vestiduras de velour “Máxima” y bolsas de aire laterales) y Bora Exclusive  (Computadora de viaje –MFA-, vestiduras de asientos en piel, rines de aluminio 16’ “Toronto”, 6 bolsas de aire y faros antiniebla), siempre con el motor 5 cil.,20 válvulas, 2.5 l y 150 CV, con transmisiones manual de 5 velocidades o automática Tiptronic de 6 velocidades.

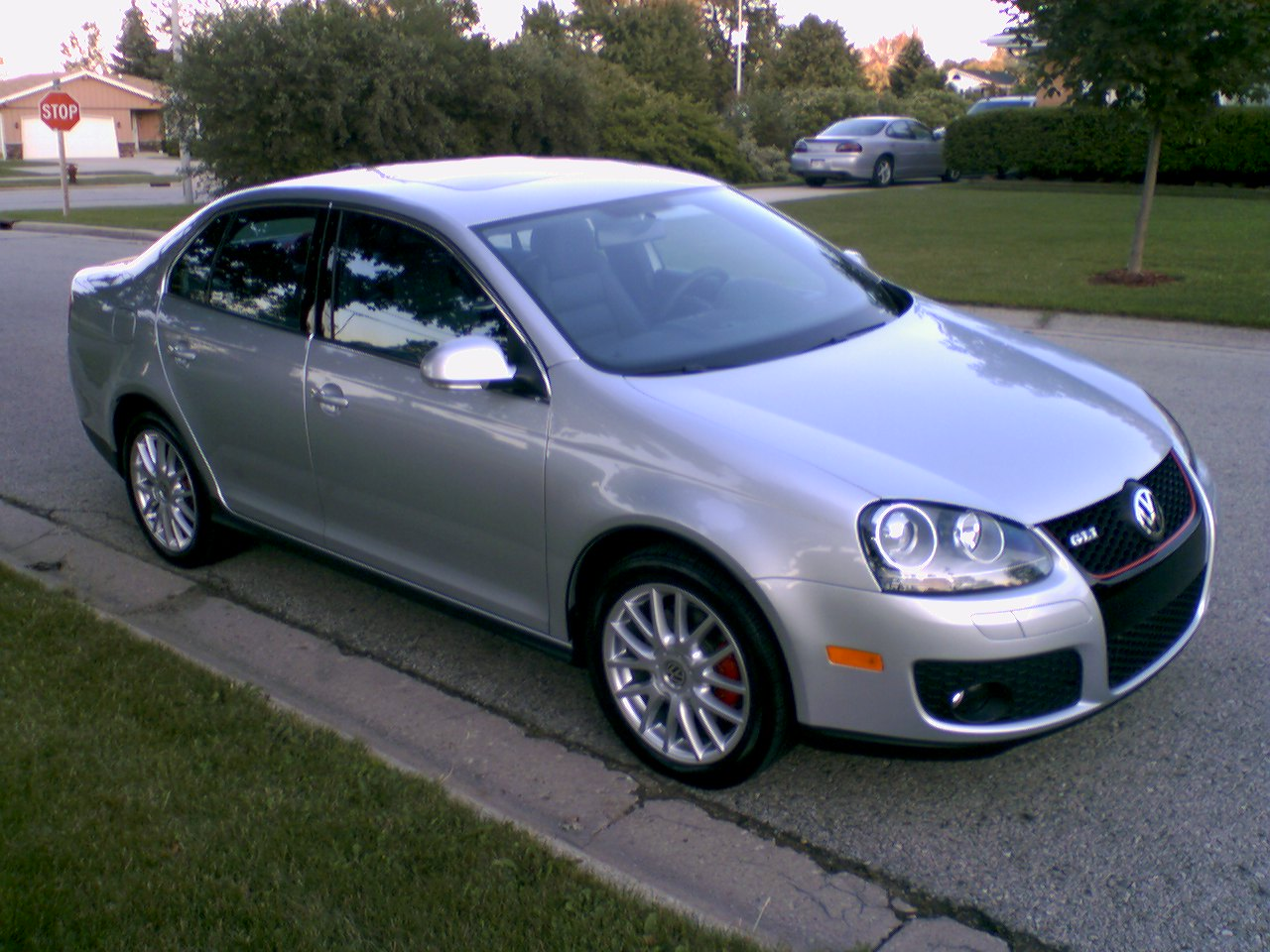
Bora GLI 2006 (México).

En marzo de 2006 se lanza el Bora GLI , siendo el más completo, equipado y potente de la gama, siendo una versión análoga al Golf GTI  con el mismo acabado frontal tipo panal negro, los acabados interiores completos en negro, así como el motor de 4 cilindros 2.0 L TFSI de 200 CV y sus transmisiones manual de 6 velocidades o DSG de 6 velocidades y volante deportivo en piel multifuncional. Este último Bora trae rines 17’ “ClassiXs” con llantas 225/45 R 17. Un poco más tarde son lanzadas dos versiones más para complementar la gama: el Bora TDI y el Bora Turbo : Ambas versiones estaban basadas en el Bora Prestige, con la particularidad que el Bora TDI cambia su vestidura de velour por una de imitación de piel, y sus rines son los “Hokkenheim” 16’; su motor es el 1.9 TDI de 105 CV asociado a una transmisión manual de 5 velocidades o DSG de 6, mientras que el único cambio exterior que presenta el Bora Turbo es la inclusión de los rines 17’ “ClassiXs” y mecánicamente toma del Bora GLI el motor 2.0 TFSI de 200 CV con sus mismas transmisiones. Para el 2007 hay cambios en la gama: desaparecen los Bora Prestige, Bora Turbo y Bora Exclusive, dejando su lugar para una nueva versión Bora Sport , con el motor de 5 cilindros 2.5 L de 150 CV y transmisión tiptronic de 6 velocidades exclusivamente, teniendo como equipo distintivo asientos deportivos pero con vestiduras de "imitación" de piel, faros de xenón y rines 17’ “Avignon”. Para el 2008 el Bora Style Active pasa a llamarse Bora Active  y las versiones con el motor 2.5 L. Aumentan su potencia hasta los 170 CV. Otro cambio que incorpora el Bora es el tener ahora faros y calaveras oscurecidos para darle un aire más deportivo al auto.
En el mes de mayo de 2008 se presenta el Bora SportWagen, que es la versión familiar de este auto, en México únicamente está disponible con el motor 5 cilindros 2.5 L y 170 CV acoplado de la transmisión automática Tiptronic de 6 velocidades. Se comercializa en una sola versión con equipo muy completo como 6 bolsas de aire, ABS, faros de xenón, rines 17’ “ClassiXs” con llantas 205/50 R 17, vestiduras de tela. Se ofrecen dos opciones a costo extra que son la vestidura en piel y el techo corredizo panorámico.
En el marco del SIAM 2008, Volkswagen presentó el Bora Protect. Esta es una nueva versión que se caracteriza por portar un blindaje Nivel III de origen. Volkswagen se inspiró en el éxito del Passat Protect que fue comercializado en el país entre 2003 y 2005 importado desde Alemania. Al igual que las otras versiones se fabrica en Volkswagen de México, y su mecánica es el motor 2.0 TFSI 200 CV con una transmisión DSG de 6 velocidades. Su venta será realizada bajo pedido a un costo aproximado de US$ 65.000. Para el año modelo 2009, las versiones del Bora son: Bora Style, Bora Active, Bora SportWagen, Bora Sport, Bora GLI y Bora Protect. En 2010, "Bora Variant" sufre el rediseño por el cambio de generación del Golf, y a partir de entonces se rebautiza en el mercado mexicano como Golf SportWagen. En México, durante 2011 continuó comercializándose el Bora Protect desapareciendo de la gama a finales de ese año.
A mediados del 2008 VW lanzó al mercado el Bora GLI fahrenheit únicamente en color amarillo imola y para le mercado mexicano solo se comercializaron 200 unidades con el mismo motor 2.0 FSI turbo del GLI y transmisión DSG de 6 velocidades, y para el mercado estadounidense se comercializaron 1,200 unidades con 2 opciones de transmisión, manual o DSG de 6 Velocidades. Cabe mencionar que todas las unidades de esta versión tienen distintivos en el interior del auto de color amarillo imola y vienen grabados con el número de unidad tal cual salieron de la planta de puebla (p.ej. 12/200).

### Sagitar (China) (2005-2012)
En 2005 el Jetta V es introducido al mercado chino bajo el nombre de Volkswagen Sagitar, inicialmente con kits CKD importados desde México, volviéndose gradualmente un automóvil con alto porcentaje de contenido local. Actualmente, el Sagitar continuó en producción en China sin cambios respecto a las versiones comercializadas en otros países anteriormente. En 2012, el Sagitar sufre un cambio generacional, ya que el Jetta VI lo reemplaza adquiriendo el mismo nombre.